# جون فروتشن
جون فروتشن (بالإنجليزية: John Fortune)‏ هو كاتب وكاتب سيناريو وممثل بريطاني، ولد في 30 يونيو 1939 في برستل في المملكة المتحدة، وتوفي في 31 ديسمبر 2013 بسبب ابيضاض الدم.

## وصلات خارجية
- جون فروتشن على موقع IMDb (الإنجليزية)
- جون فروتشن على موقع ميوزك برينز (الإنجليزية)
- جون فروتشن على موقع ديسكوغز (الإنجليزية)
- جون فروتشن على موقع قاعدة بيانات الفيلم (الإنجليزية)